# Morti nel 1176
| Questa pagina contiene informazioni ricavate automaticamente dalle voci biografiche con l'ausilio del template Bio e di un bot. L'aggiornamento è periodico e automatico e ricostruisce completamente la pagina. Se manca una persona in questa lista, sei pregato di non aggiungerla, ma accertati piuttosto che la sua voce biografica contenga il template Bio e che i dati anagrafici siano correttamente compilati. Se il template Bio manca, inseriscilo tu stesso o, in alternativa, metti l'avviso {{tmp\|Bio}} che ne segnala la mancanza. Se i dati riportati sono sbagliati, correggi direttamente la voce biografica; le modifiche saranno visibili in questa lista entro pochi giorni. Per chiarimenti vedi il progetto biografie. La lista contiene solo le 13 persone che sono citate nell'enciclopedia e per le quali è stato implementato correttamente il template Bio. Pagina aggiornata al 19 ott 2024. |

- 18 aprile - San Galdino, vescovo italiano
- 20 aprile - Riccardo di Clare, II conte di Pembroke, nobile normanno (n. 1130)
- 13 maggio - Mattia I di Lorena, duca francese
- 20 giugno - Michele I di Vladimir, principe russo (n. 1145)
- 16 agosto - Costanza di Francia, nobildonna francese (n. 1128)
- 23 agosto - Rokujō, imperatore giapponese (n. 1164)
- 17 settembre - Giovanni Cantacuzeno, militare bizantino
- 26 settembre - Sofia di Rheineck, contessa
- 12 ottobre - William d'Aubigny, I conte di Arundel, conte
- 19 ottobre - Ermanno I di Weimar-Orlamünde, nobile tedesco
- Baldovino d'Antiochia, nobile
- Guglielmo I, conte di Jülich, conte
- Raimondo Folch III de Cardona, duca